# Seul
Seul (anche Seoul, e in coreano 서울?, SeoulLR, SŏulMR pronuncia coreana: /sʌ.ul/, solitamente italianizzata in /se.ˈul/  ), ufficialmente 서울특별시?, Seoul TeukbyeolsiLR, Sŏul T'ŭkpyŏlshiMR (Città Speciale di Seoul), conosciuta anticamente come Hanyang, Hanseong, è la capitale e la città più popolosa della Corea del Sud.
Situata nel nord-ovest del Paese, poco più a sud della zona demilitarizzata coreana, sul fiume Han, è il centro politico, culturale, sociale ed economico più importante dello Stato. Sede delle multinazionali che operano nel Paese, come capitale della Corea del Sud rappresenta una delle più forti economie mondiali ed è il simbolo visibile di quello che viene chiamato il "miracolo del fiume Han", riferito agli enormi progressi nel campo dell'economia sudcoreana negli ultimi decenni. Secondo i dati del servizio demografico ONU l'area urbana di Seul contava 10,3 milioni di abitanti nel 2018, occupando il ventiduesimo posto nella classifica delle città più popolose. Il tasso di fertilità a Seul è solo 0,69 bambini per donna nel 2019. Il declino del tasso di natalità è dovuto a un sistema economico che aumenta l'esclusione, una società sempre più solitaria e una mancanza di fiducia nel futuro. I dati cambiano notevolmente se si prendono in considerazione l'area metropolitana di Seul, tra cui il maggiore porto, Incheon, e il più grande centro residenziale, Seongnam, con i quali l'agglomerato urbano arriva fino a venticinque milioni di abitanti. L'alta densità abitativa le ha permesso di diventare una delle città più "cablate" dell'economia informatica globale. Il traffico intenso e l'inquinamento industriale hanno spinto il governo metropolitano a prendere severi provvedimenti di natura ecologica, soprattutto per quanto riguarda la lotta contro lo smog e l'inquinamento idrico. A seguito di tali misure la situazione è migliorata, ma resta problematica.

## Geografia fisica

### Territorio
Seoul giace sul bacino idrografico del fiume Han che attraversa il centro della città, dove sono situati i rilievi del Namsan e dell'Inwangsan. La città è circondata dal Bukhansan, Gwanaksan, Dobongsan, Suraksan, Buramsan, Guryongsan, Umyengsan, Achasan e Jiyangsan i quali formano un confine naturale tra Seoul e il Gyeonggi e Incheon. La distanza tra gli estremi orientali e occidentali della città è di 36,78 km, la distanza nord-sud di 30,3 km e l'area è di circa 605,25 km². L'area di Seoul è lo 0,6% della Corea del Sud e lo 0,265% dell'intera Corea. Il punto più a nord della città è Dobong-dong, nel distretto di Dobong e quello più meridionale è Wongji-dong del distretto di Seocho, quello più a est è Gangil-dong nel distretto di Gangdong e quello più occidentale è Ogok-dong nel distretto di Gangseo.
Il tradizionale cuore di Seul è la città vecchia della dinastia Joseon, che è oggi l'area del centro storico-direzionale, dove sono situati molti uffici di governo, centri direzionali di aziende, hotel e mercati tradizionali. Quest'area occupa la valle del Cheonggyecheon, un canale che corre da ovest a est prima di gettarsi nell'Han.
Subito a sud si trovano gli antichi sobborghi di Yongsan-gu e Mapo-gu, e il fiume Han, oltre il quale è situato il più nuovo e ricco distretto di Gangnam. Il World Trade Center di Corea è collocato nel Gangnam-gu. Nel medesimo distretto il Coex mall è un famoso centro commerciale. Yoido, una grande isola in mezzo al fiume Han, è sede dell'Assemblea nazionale (parlamento), del maggiore studio radiotelevisivo e di numerosi grandi palazzi direzionali, come il Korea Finance Building e la più grande chiesa pentecostale del mondo. Lo stadio e il parco olimpici e il Lotte World sono situati nel Songpa-gu, sulla riva meridionale dell'Han.
Il panorama di Seul è notevole: i più famosi grattacieli includono il Korea Finance Building, la Namsan Tower, il World Trade Center, i sei grattacieli residenziali Tower Palace e gli I-Park Apartments. Il numero dei grattacieli di Seul è uno dei più alti in Asia e viene subito dopo quelli di città come Hong Kong e Singapore.
La pianificazione urbana è sempre stato un valore fondamentale a Seul fin dal XIV secolo, quando fu ridisegnata per servire da capitale. Il palazzo reale della dinastia Joseon è tuttora integro ed è stato restaurato recentemente.

### Clima
Seul si trova nella regione di confine tra il clima subtropicale umido e il clima continentale umido (classificazione climatica di Köppen Cwa/Dwa), a seconda del periodo. Le estati sono generalmente calde e umide, con la stagione delle piogge che va tra giugno e luglio. In agosto, nel mese più caldo, la temperatura oscilla tra i 22 e 29 °C. Gli inverni sono relativamente freddi, con una temperatura media in gennaio -2 °C.
| Seul (1991-2020) Fonte: 기상청                       | Mesi         | Mesi         | Mesi         | Mesi        | Mesi        | Mesi        | Mesi        | Mesi        | Mesi        | Mesi        | Mesi         | Mesi         | Stagioni | Stagioni | Stagioni | Stagioni | Anno    |
| Seul (1991-2020) Fonte: 기상청                       | Gen          | Feb          | Mar          | Apr         | Mag         | Giu         | Lug         | Ago         | Set         | Ott         | Nov          | Dic          | Inv      | Pri      | Est      | Aut      | Anno    |
| ---------------------------------------------------- | ------------ | ------------ | ------------ | ----------- | ----------- | ----------- | ----------- | ----------- | ----------- | ----------- | ------------ | ------------ | -------- | -------- | -------- | -------- | ------- |
| T. max. media (°C)                                   | 2,1          | 5,1          | 11,0         | 17,9        | 23,6        | 27,6        | 29,0        | 30,0        | 26,2        | 20,2        | 11,9         | 4,2          | 3,8      | 17,5     | 28,9     | 19,4     | 17,4    |
| T. media (°C)                                        | −1,9         | 0,7          | 6,1          | 12,6        | 18,2        | 22,7        | 25,3        | 26,1        | 21,6        | 15,0        | 7,5          | 0,2          | −0,3     | 12,3     | 24,7     | 14,7     | 12,8    |
| T. min. media (°C)                                   | −5,5         | −3,2         | 1,9          | 8,0         | 13,5        | 18,7        | 22,3        | 22,9        | 17,7        | 10,6        | 3,5          | −3,4         | −4,0     | 7,8      | 21,3     | 10,6     | 8,9     |
| T. max. assoluta (°C)                                | 14,4 (1932)  | 18,7 (2004)  | 23,8 (2014)  | 29,8 (2005) | 34,4 (1950) | 37,2 (1958) | 38,4 (1994) | 39,6 (2018) | 35,1 (1939) | 30,1 (1913) | 25,9 (2011)  | 17,7 (1968)  | 18,7     | 34,4     | 39,6     | 35,1     | 39,6    |
| T. min. assoluta (°C)                                | −22,5 (1931) | −19,6 (1913) | −14,1 (1915) | −4,3 (1972) | 2,4 (1917)  | 8,8 (1981)  | 12,9 (1976) | 13,5 (1940) | 3,2 (1928)  | −5,1 (1942) | −11,9 (1970) | −23,1 (1927) | −23,1    | −14,1    | 8,8      | −11,9    | −23,1   |
| Giorni di calura (Tmax ≥ 30 °C)                      | 0,0          | 0,0          | 0,0          | 0,0         | 1,1         | 6,8         | 12,4        | 16,3        | 3,0         | 0,0         | 0,0          | 0,0          | 0,0      | 1,1      | 35,5     | 3,0      | 39,6    |
| Giorni di gelo (Tmin ≤ 0 °C)                         | 27,5         | 21,7         | 9,0          | 0,1         | 0,0         | 0,0         | 0,0         | 0,0         | 0,0         | 0,1         | 7,1          | 23,4         | 72,6     | 9,1      | 0,0      | 7,2      | 88,9    |
| Giorni di ghiaccio (Tmax ≤ 0 °C)                     | 9,0          | 3,4          | 0,2          | 0,0         | 0,0         | 0,0         | 0,0         | 0,0         | 0,0         | 0,0         | 0,2          | 6,3          | 18,7     | 0,2      | 0,0      | 0,2      | 19,1    |
| Nuvolosità (okta al giorno)                          | 3,6          | 3,8          | 4,3          | 4,5         | 4,9         | 5,9         | 7,3         | 6,4         | 5,1         | 3,7         | 4,2          | 3,7          | 3,7      | 4,6      | 6,5      | 4,3      | 4,8     |
| Precipitazioni (mm)                                  | 16,8         | 28,2         | 36,9         | 72,9        | 103,6       | 129,5       | 414,4       | 348,2       | 141,5       | 52,2        | 51,1         | 22,6         | 67,6     | 213,4    | 892,1    | 244,8    | 1 417,9 |
| Giorni di pioggia                                    | 6,1          | 5,8          | 7,0          | 8,4         | 8,6         | 9,9         | 16,3        | 14,7        | 9,1         | 6,1         | 8,8          | 7,8          | 19,7     | 24,0     | 40,9     | 24,0     | 108,6   |
| Giorni di neve                                       | 7,1          | 5,7          | 2,8          | 0,2         | 0,0         | 0,0         | 0,0         | 0,0         | 0,0         | 0,0         | 2,3          | 6,4          | 19,2     | 3,0      | 0,0      | 2,3      | 24,5    |
| Giorni di nebbia                                     | 0,7          | 0,9          | 0,9          | 0,9         | 1,0         | 1,2         | 2,0         | 0,3         | 0,3         | 0,2         | 1,2          | 0,7          | 2,3      | 2,8      | 3,5      | 1,7      | 10,3    |
| Umidità relativa media (%)                           | 56,2         | 54,6         | 54,6         | 54,8        | 59,7        | 65,7        | 76,2        | 73,5        | 66,4        | 61,8        | 60,4         | 57,8         | 56,2     | 56,4     | 71,8     | 62,9     | 61,8    |
| Radiazione solare globale media (centesimi di MJ/m²) | 227,31       | 287,15       | 404,45       | 476,68      | 545,37      | 496,79      | 376,8       | 402,9       | 390,5       | 347,34      | 226,53       | 204,23       | 718,7    | 1 426,5  | 1 276,5  | 964,4    | 4 386,1 |
| Ore di soleggiamento mensili                         | 169,6        | 170,8        | 198,2        | 206,3       | 223,0       | 189,1       | 123,6       | 156,1       | 179,7       | 206,5       | 157,3        | 162,9        | 503,3    | 627,5    | 468,8    | 543,5    | 2 143,1 |
| Pressione a 0 metri s.l.m. (hPa)                     | 1 024,9      | 1 023,2      | 1 019,4      | 1 014,8     | 1 010,9     | 1 007,3     | 1 006,4     | 1 008,2     | 1 013,5     | 1 019,2     | 1 022,6      | 1 025,1      | 1 024,4  | 1 015,0  | 1 007,3  | 1 018,4  | 1 016,3 |
| Tensione di vapore (hPa)                             | 3,3          | 3,8          | 5,2          | 7,9         | 12,1        | 17,8        | 24,4        | 24,6        | 17,1        | 10,7        | 6,7          | 3,9          | 3,7      | 8,4      | 22,3     | 11,5     | 11,5    |
| Vento (direzione-m/s)                                | 2,3          | 2,5          | 2,7          | 2,7         | 2,5         | 2,2         | 2,2         | 2,1         | 1,9         | 2,0         | 2,2          | 2,3          | 2,4      | 2,6      | 2,2      | 2,0      | 2,3     |

## Storia

### Nome
La città di Seul era conosciuta in origine come Wiryeseong, capitale di Baekje, dalla sua leggendaria fondazione nel 18 a.C. fino al 475 d.C., quando la città fu conquistata dal regno di Goguryeo e poi da quello di Silla (vedi tre regni di Corea). Fu conosciuta anche come Hanseong (Hanseong, letteralmente "città fortificata sul fiume Han"), quando la penisola coreana fu unificata dalla dinastia Goryeo (936-1392) e quando divenne capitale della dinastia Joseon (Hanyang) nel 1394. Fu rinominata Gyeongseong (Keijō in giapponese) durante l'occupazione giapponese (1910-1945) e infine prese il nome Seul dopo la liberazione nel 1945. Seul deriva dal coreano arcaico seobeol o seorabeol e significa "capitale".

### Quadro storico
La storia di Seul può essere tracciata a partire dal 18 a.C. In quell'anno, il nuovo regno di Baekje fondò la sua capitale Wiryeseong nell'area dell'odierna Seul. Rimangono alcune tracce delle mura di questo periodo, come il Pungnap Toseong, un muro subito fuori dalla città. Durante il periodo in cui i tre regni lottavano per l'egemonia sulla Corea il controllo dell'area di Seul fu preso a turno dal regno che sottometteva gli altri. Dopo il periodo Baekje la città passò nelle mani del regno di Goguryeo nel V secolo, per poi passare al regno di Silla nel VI.
Si riteneva che solo il regno che avesse avuto il controllo della valle del fiume Han avrebbe potuto controllare l'intera penisola, dacché era il nodo centrale delle comunicazioni. È per questa ragione che nell'XI secolo il capostipite della dinastia Goryeo costruì qui un palazzo, teso a diventare sede dei governanti della "capitale meridionale" del regno.
Agli inizi della dinastia Joseon la capitale fu trasferita a Seul (conosciuta anche come Hanyang e poi come Hanseong) e vi rimase fino alla caduta della dinastia nel 1910.
Originariamente la città era interamente circondata da massicce mura in pietra a pianta circolare alte sei metri, che proteggevano i cittadini dagli animali selvatici, come le tigri, dai predoni e dagli eserciti nemici. La città crebbe all'interno delle mura, che sono oggi solo parzialmente visibili sulle alture a nord del centro storico, mentre le porte sono tuttora in buono stato di conservazione; le più famose sono la Sungnyemun (conosciuta anche come Namdaemun) e la Honginjimun (chiamata comunemente Dongdaemun). Durante la dinastia Joseon le porte venivano aperte e chiuse ogni giorno al suono di grandi campane.
Il 1º marzo 1919, centinaia di migliaia di persone manifestarono contro la colonizzazione giapponese; la repressione della manifestazione provocò 7.500 morti.

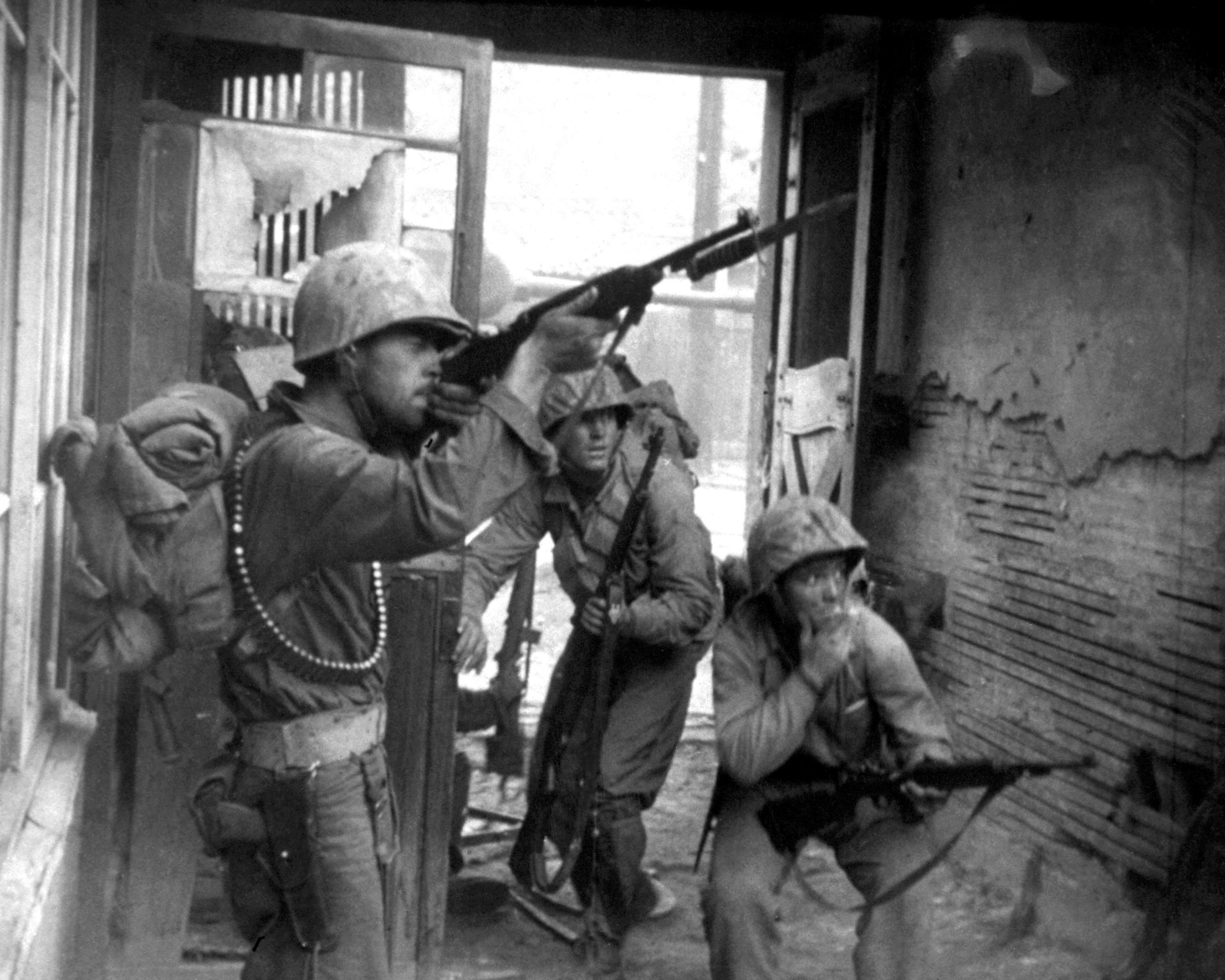
Marines USA combattono nelle strade di Seul, 20 settembre 1950.

Durante la guerra di Corea Seul passò più volte dal controllo delle forze nordcoreane filocinesi a quello delle truppe sudcoreane filostatunitensi. Al termine del conflitto Seul risultò pesantemente danneggiata: una stima dei danni bellici registra la distruzione di almeno 191.000 palazzi, 55.000 case e 1.000 industrie. In quel periodo nell'area metropolitana di Seul confluirono 2,5 milioni di rifugiati.
Dopo la guerra Seul guidò l'incredibile sforzo per la ricostruzione e la modernizzazione del Paese, di cui è tornata a essere il principale centro economico e politico. La popolazione dell'area metropolitana rappresenta tuttora il 24% dell'intera popolazione sudcoreana.
Seul ha ospitato le Olimpiadi del 1988 e il campionato mondiale di calcio 2002 insieme al Giappone.

### Trasferimento della capitale
L'11 agosto 2004 il governo sudcoreano ha annunciato la volontà di trasferire la capitale a Gongju, circa 120 km a Sud di Seul, a partire dal 2007, sia per alleviare la pressione demografica su Seul, sia per mettere a "distanza di sicurezza" le istituzioni governative dal confine con la Corea del Nord. Il governo stimò che il trasferimento non sarebbe stato completato prima del 2012. La decisione ha sollevato diverse critiche nel Paese. Il 21 ottobre 2004 la Corte costituzionale ha dichiarato incostituzionale la legge speciale per il trasferimento della capitale, adducendo il fatto che, data l'importanza su scala nazionale di tale evento, deve essere subordinato allo svolgimento di un eventuale referendum o alla revisione della costituzione.

## Siti storici e turismo

### Palazzi storici

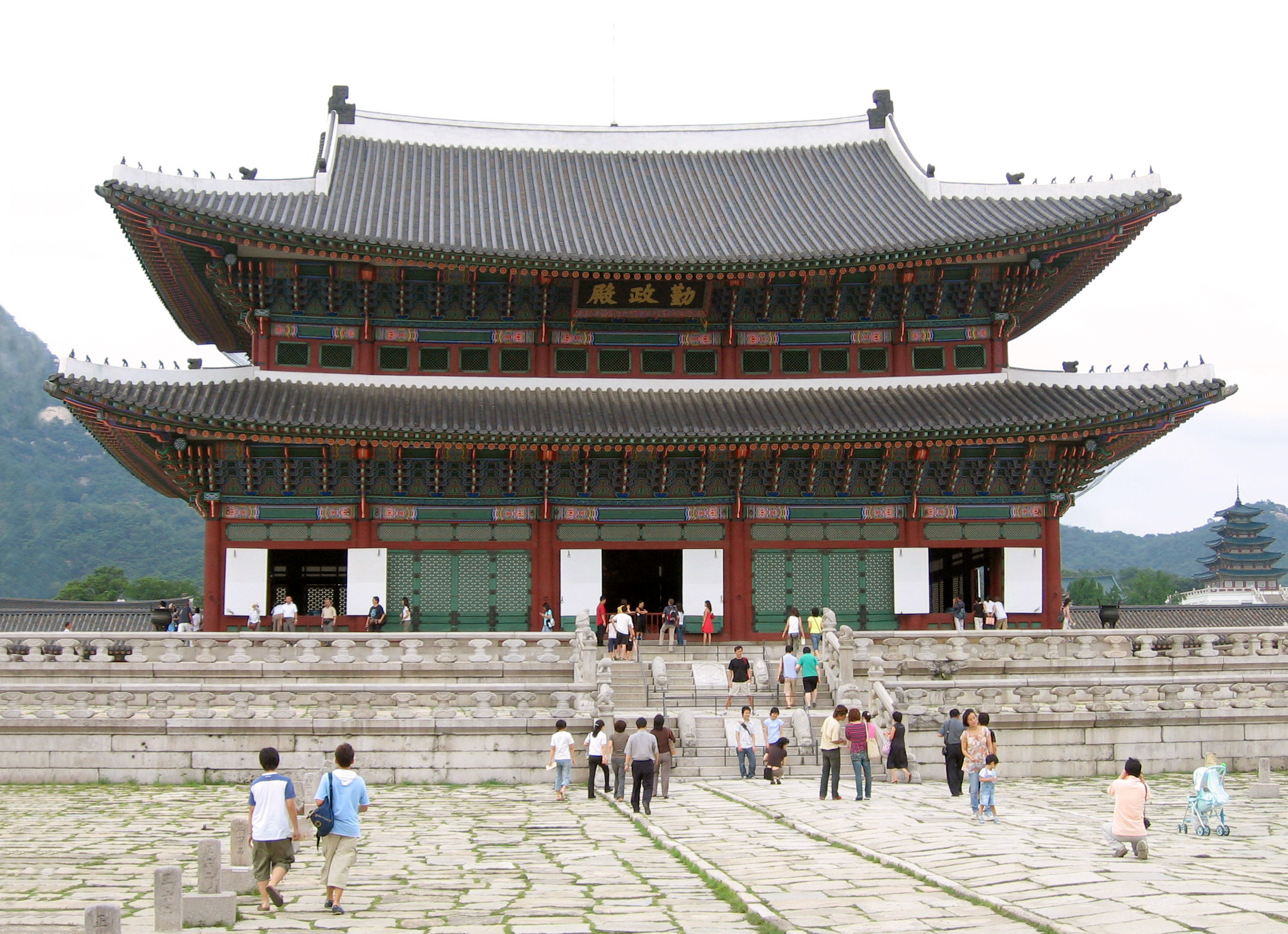
La sala del trono nel palazzo Gyeongbokgung

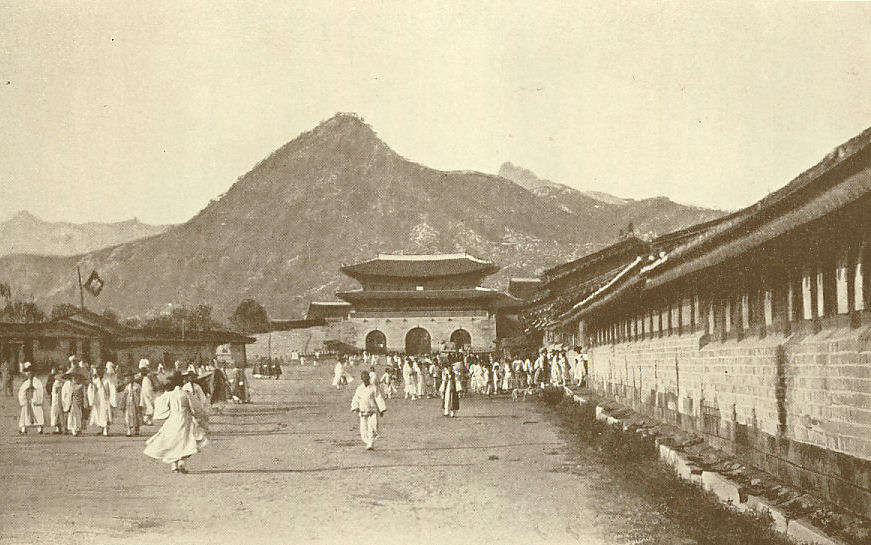
La strada davanti al palazzo Gyeongbokgung alla fine del XIX secolo

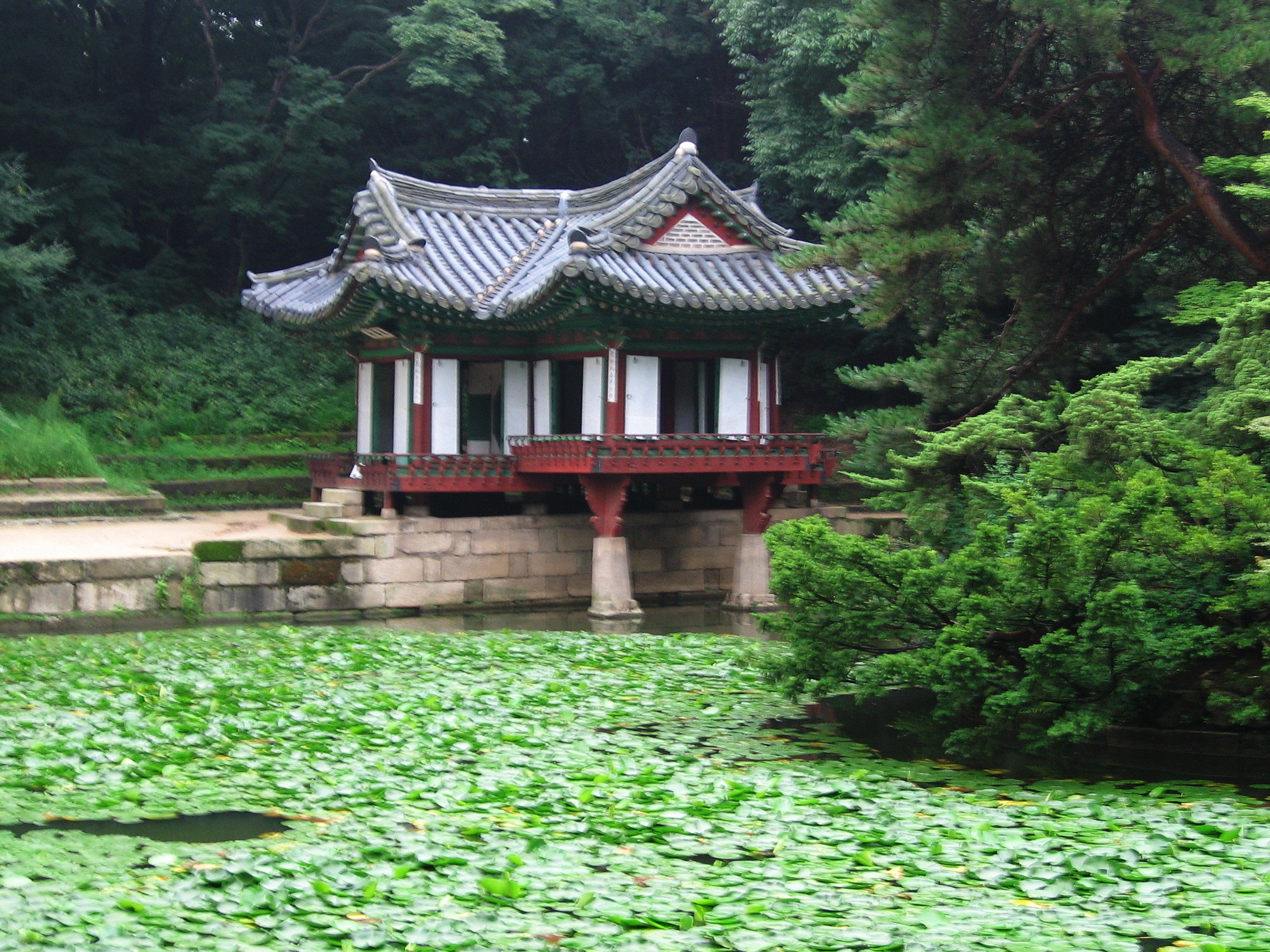
Il padiglione Buyong-jeon, nel giardino segreto Biwon del palazzo Changdeokgung

La dinastia Joseon costruì cinque grandi palazzi a Seul:
- Changdeokgung (창덕궁; 昌德宮)
- Changgyeonggung (창경궁; 昌慶宮)
- Deoksugung (덕수궁; 德壽宮)
- Gyeongbokgung (경복궁; 景福宮)
- Gyeonghuigung (경희궁; 慶熙宮)

Un palazzo minore:
- Unhyeongung (운현궁; 雲峴宮)

### Templi e santuari
- Santuario di Jongmyo
- Dongmyo
- Munmyo
- Jogyesa
- Hwagyesa

### Musei
- Museo nazionale della Corea
- Seoul Museum of Art
- National Hangeul Museum
- National Museum of Korean Contemporary History
- Monumento ai Caduti della Corea del Sud
- Museo memoriale della guerra
- Museo delle Scienze

### Attrazioni nelle vicinanze dell'area urbana
- Samjeondo Monument
- Namhansanseong
- Bukhansanseong
- Namsan Park
- Sung Joon Park

### Aree naturali
Grazie agli sforzi del governo riguardo all'ambiente il livello di inquinamento dell'aria è ora confrontabile con quello di Tokyo e molto inferiore a quello di Pechino. L'area urbana di Seul include sei grandi parchi, tra cui la Seoul Forest, che venne inaugurata a metà 2005. L'area metropolitana è inoltre circondata da una cintura verde. Sono presenti tre parchi di divertimento: Lotte World, Seoul Land e Everland. Altri centri ricreativi includono l'ex villaggio olimpico e lo stadio olimpico, il Korea Finance Building e il parco pubblico del municipio.

## Cultura

### Istruzione
A Seul sono presenti numerosissime università. Tra le più prestigiose del Paese vi sono le "SKY" schools, l'Università Nazionale di Seul, l'Università della Corea e l'Università Yonsei. Le altre università sono:
- Università Chungang
- Università Chugye per le Arti
- Università Dankuk University
- Università Dongduk University
- Università femminile Dongduk
- Università femminile Duksung
- Ewha Womans University
- Università Hankuk per gli studi esteri
- Università Hansung
- Università Hanyang
- Università femminile Hanyang
- Università Hongik
- Università Induk
- Università Kang-woon
- Università Konkuk
- Università Kookmin
- Libera Università Nazionale della Corea
- Università Nazionale della Corea di Educazione Fisica
- Università Nazionale della Corea di Arte

- Università della Corea
- Università Kyunggi
- Università Kyunghee
- Università Myongji
- Università Sahmyook
- Università Sangmyung
- Università Sejong (precedentemente chiamata "King Sejong the Great of Joseon")
- Università Seogyeong
- Università Nazionale di Seul
- Università femminile di Seoul
- Università Sogang
- Università femminile Songshin[14]
- Università femminile Sookmyung
- Università Soongsil
- Università Sung Kyun Kwan
- Università di Seoul
- Università Yonsei

## Geografia antropica

### Suddivisioni amministrative
L'area urbana di Seul è una delle sedici suddivisioni amministrative in cui è divisa la Corea del Sud, gode di uno statuto speciale e viene definita città speciale (Teukbyeolsi; 특별시; 特別市). Seul è divisa in venticinque gu (distretti), suddivisi in 522 dong, suddivisi in 13.787 tong, ulteriormente frazionati in 102.796 ban.

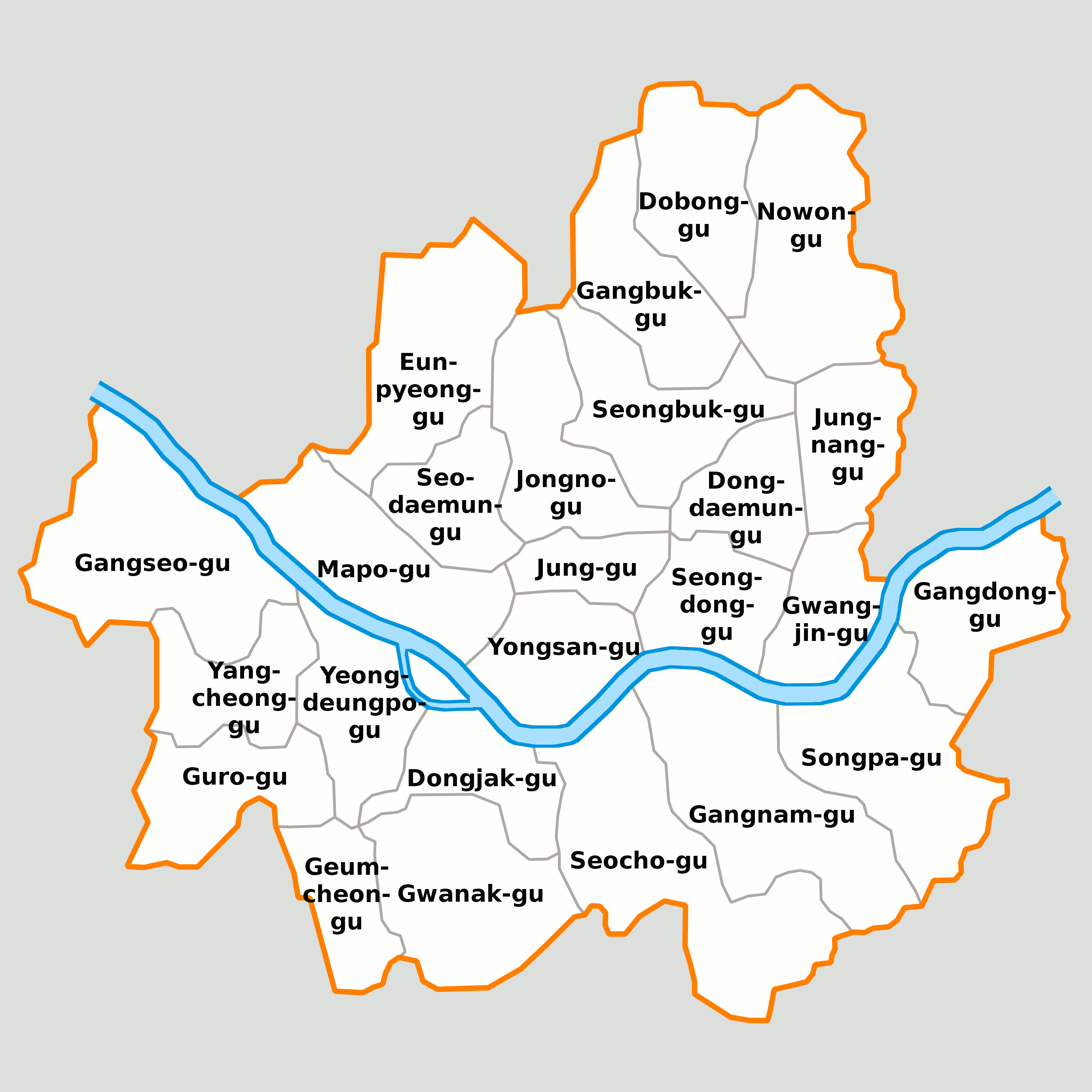
Distretti di Seul

- Distretto di Dongdaemun (동대문구; 東大門區)
- Distretto di Dobong (도봉구;)
- Distretto di Dongjak (동작구; 銅雀區)
- Distretto di Eunpyeong (은평구; 恩平區)
- Distretto di Gangbuk (강북구; 江北區)
- Distretto di Gangdong (강동구; 江東區)
- Distretto di Gangnam (강남구; 江南區)
- Distretto di Gangseo (강서구; 江西區)
- Distretto di Geumcheon (금천구; 衿川區)
- Distretto di Guro (구로구; 九老區)
- Distretto di Gwanak (관악구; 冠岳區)
- Distretto di Gwangjin (광진구; 廣津區)
- Distretto di Jongno (종로구; 鍾路區)
- Distretto di Jung (중구; 中區)
- Distretto di Jungnang (중랑구; 中浪區)
- Distretto di Mapo (마포구; 麻浦區)
- Distretto di Nowon (노원구; 蘆原區)
- Distretto di Seocho (서초구; 瑞草區)
- Distretto di Seodaemun (서대문구; 西大門區)
- Distretto di Seongbuk (성북구; 城北區)
- Distretto di Seongdong (성동구; 城東區)
- Distretto di Songpa (송파구; 松坡區)
- Distretto di Yangcheon (양천구; 陽川區)
- Distretto di Yeongdeungpo (영등포구; 永登浦區)
- Distretto di Yongsan (용산구; 龍山區)

## Economia

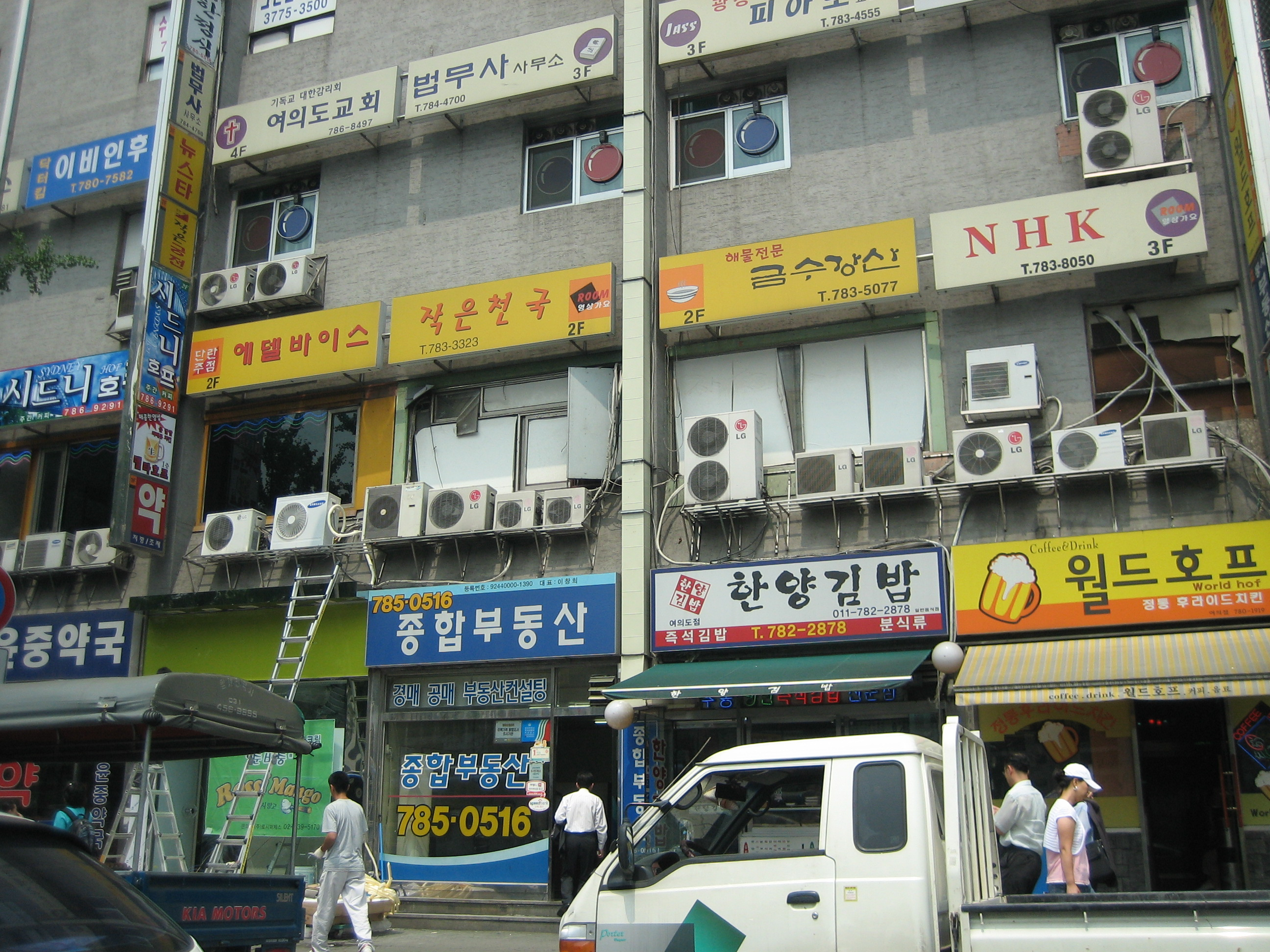
Particolare cittadino con motori di aria condizionata e insegne

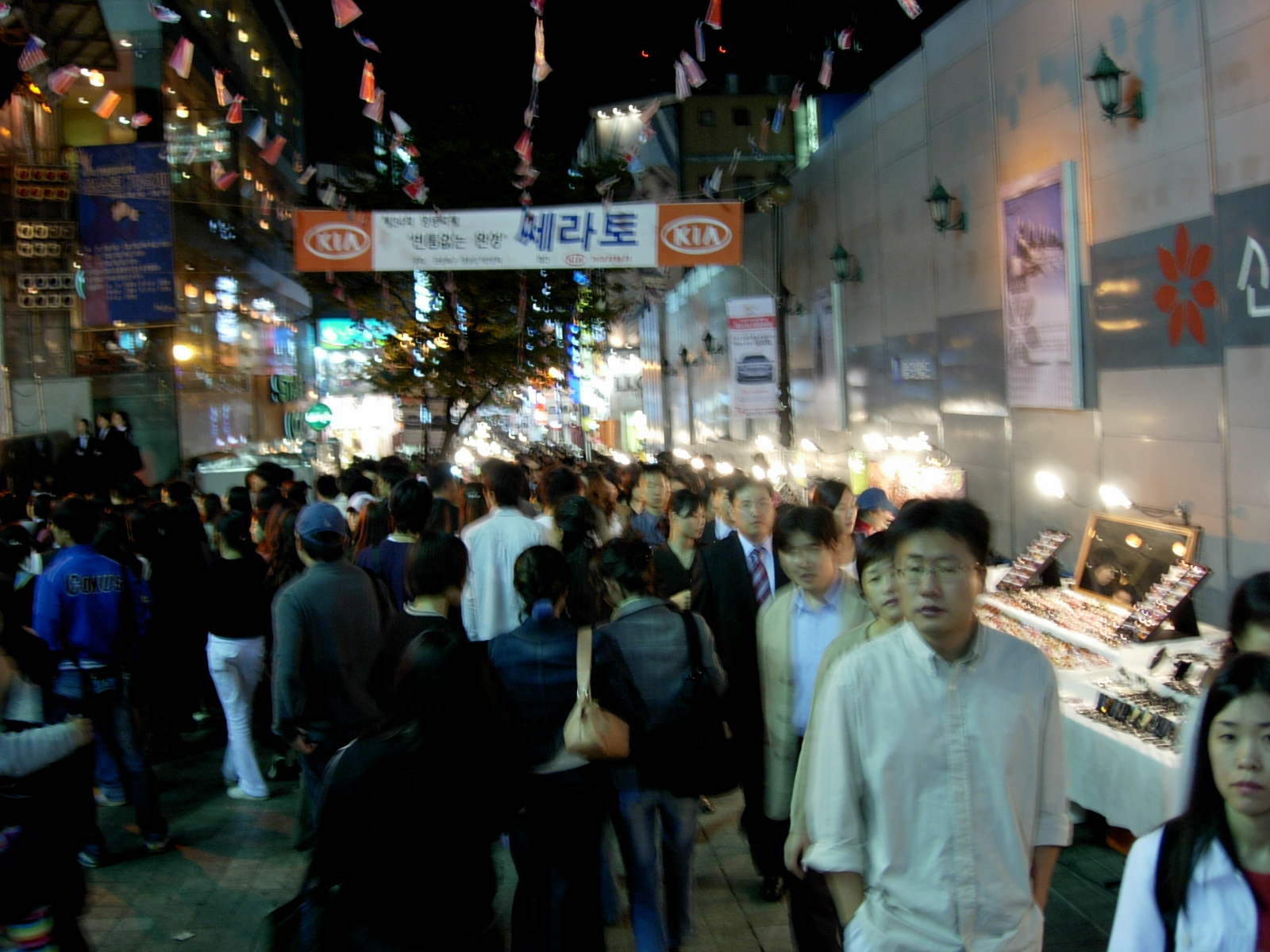
Passeggio notturno per le vie del centro

Seoul è il centro economico e finanziario della Corea del Sud. Anche se occupa solo lo 0,6 percento del territorio dello stato, nel 2003 ha ospitato il 48,3 percento dei depositi bancari nazionali e nel 2012 la città ha generato il 23 percento del prodotto interno lordo sudcoreano. Nel 2008 Seoul si è classificata al nono posto tra i centri mondiali del commercio. Nel 2015 il Global Financial Centres Index ha classificato Seoul come la sesta città più competitiva al mondo dal punto di vista finanziario. The Economist Intelligence Unit ha classificato Seoul al quindicesimo posto nella lista delle città più competitive al mondo entro il 2025.

### Industria
Le industrie manifatturiere tradizionali sono state progressivamente sostituite dai settori delle tecnologie informatiche, dell'elettronica di consumo e dell'assemblaggio; tuttavia la produzione di cibi e bevande, così come stampe e pubblicazioni, restano industrie chiave. A Seoul si trovano i quartieri generali di alcuni dei maggiori gruppi economici mondiali, tra cui Samsung, LG, Hyundai, Kia ed SK. Tra le aziende alimentari si annovera Jinro, il cui soju è la bevanda alcolica più venduta al mondo, avendo superato la vodka Smirnoff; top selling beer producers Hite (merged with Jinro) and Oriental Brewery. Altre aziende alimentari importanti sono Seoul Dairy Cooperative, Nongshim Group, Ottogi, CJ, Orion, Maeil Holdings, Namyang Dairy Products e Lotte.

### Finanza
Seoul ospita una forte concentrazione di quartieri generali di multinazionali, tra cui 15 compagnie comprese nella lista Fortune Global 500, come le già citate Samsung, LG e Hyundai. I quartieri generali di molte banche e la Borsa di Seul sono situati a Yeouido (isola di Yeoui),, spesso chiamata la "Korea's Wall Street" e che rappresenta il centro finanziario della città dagli anni ottanta. Hanhwa è una delle tre maggiori compagnie di assicurazioni della Corea del Sud, insieme a Samsung Life and Gangnam & Kyob life.

La Jongro Tower

## Infrastrutture e trasporti
Il boom dei trasporti risale già all'Impero coreano, quando fu tracciata la prima strada carrabile e la ferrovia Seoul-Shinuiju. Seul ha sviluppato una delle maggiori reti di trasporto in Asia. Ha nove linee metropolitane principali e otto ferrovie suburbane (che si snodano per circa 900 km), circa duecento linee di autobus e sei autostrade soprelevate principali che collegano tra loro i distretti e i sobborghi. La maggioranza della cittadinanza utilizza i mezzi pubblici per la loro convenienza. Seul è collegata inoltre alle maggiori città sudcoreane dai treni ad alta velocità KTX.
Dalla città verso il monte Namsan è in funzione la funivia di Namsan.

### Aeroporti
Dopo l'apertura nel marzo 2001, l'aeroporto internazionale di Seoul-Incheon, presso Incheon, ha cambiato significativamente il ruolo del preesistente aeroporto di Gimpo. Il nuovo scalo ospita quasi tutti i voli internazionali ed è diventato uno dei maggiori hub internazionali dell'Asia, mentre Gimpo smista il traffico domestico (con l'eccezione dei voli per l'aeroporto di Haneda a Tokyo). I due aeroporti sono collegati a Seul da autostrade soprelevate e dalla ferrovia AREX.

## Amministrazione

### Gemellaggi

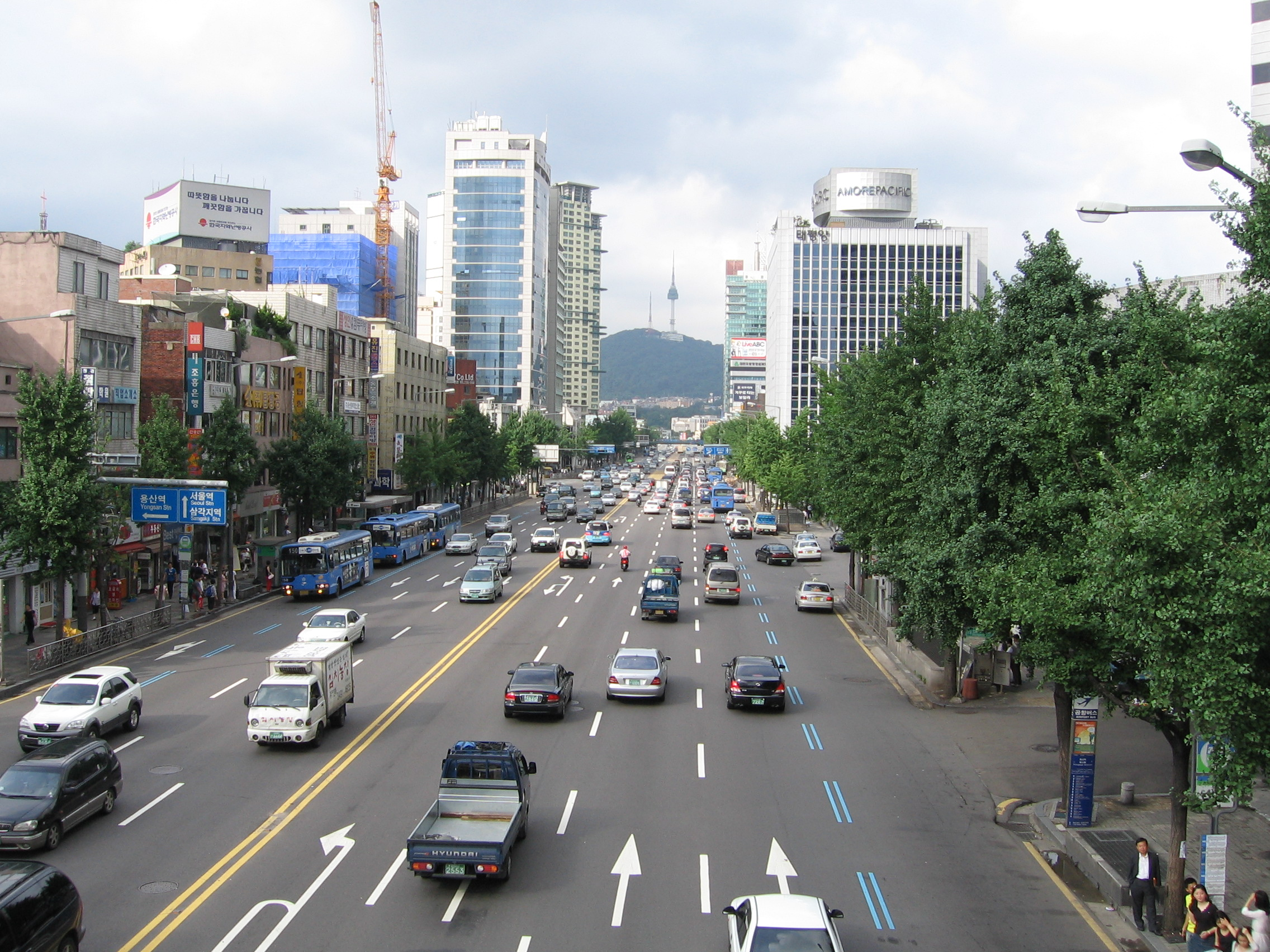
Una tipica strada di Seul

Seul è gemellata con:
- Taipei, dal 1968
- Ankara, dal 1971
- Guam, dal 1973
- Honolulu, dal 1973
- San Francisco, dal 1976
- San Paolo, dal 1977
- Teheran, dal 1977
- Bogotà, dal 1982Una tipica strada di Seul
- Giacarta, dal 1984
- Tokyo, dal 1988
- Mosca, dal 1991
- Sydney, dal 1991
- Santo Domingo
- Pechino, dal 1993[27]
- Ulan Bator, dal 1995
- Hanoi, dal 1996
- Varsavia, dal 1996
- Il Cairo, dal 1997
- Astana, dal 2004
- Atene, dal 2006
- Washington, dal 2006
- Bangkok, dal 2006
- Tirana[28]

#### Accordi internazionali
- Parigi, dal 1991
- Roma, dal 2000

## Sport
Nel settembre e ottobre del 1988 la città ha ospitato i XXIV Giochi olimpici e i VIII Giochi paralimpici.

### Calcio
La principale squadra di calcio della capitale è il Football Club Seoul.
Seul è stata una delle sedi designate a ospitare i mondiali 2002 di calcio. Presso il Seoul World Cup Stadium si sono infatti disputati tre incontri.

### Altri sport
Il baseball in Corea del Sud è uno sport popolare e Seul ha tre formazioni membri del KBO: gli LG Twins, i Doosan Bears e i NEXEN Heroes. Nella pallacanestro Seul è sede di due club militanti in KBL, la massima lega sudcoreana: sono i Seoul Samsung Thunders e i Seoul SK Knights. Per quanto riguarda la pallavolo i Seoul Woori Capital Dream Six hanno fatto il loro debutto nella stagione 2009-2010. Troviamo inoltre il circuito motoristico Seoul Race Park, mentre lo sport nazionale è il taekwondo, nato proprio in Corea.